# Luis Mena Irarrázabal
Luis Arturo Mena Irarrázabal est un footballeur international chilien né le 28 août 1979. Il évoluait au poste de défenseur central, principalement à Colo-Colo.

## Biographie
Il reçoit une seule et unique sélection en équipe du Chili, le 21 février 1991, en amical contre les Etats-Unis (défaite 2-1).
Il dispute un total de 361 matchs en première division chilienne, inscrivant sept buts. Il remporte de nombreux titres de champion du Chili.
Il atteint la finale de la Copa Sudamericana en 2006 avec l'équipe de Colo-Colo, en étant battu par le club mexicain de Pachuca. Il dispute un total de 40 matchs en Copa Libertadores et 13 en Copa Sudamericana.

## Palmarès
- Finaliste de la Copa Sudamericana en 2006 avec Colo-Colo
- Champion du Chili en 1996, 1997 (C), 1998, 2002 (C), 2006 (A), 2006 (C), 2007 (A), Tournoi de clôture du championnat du Chili de football 2007 (C), 2008 (C), 2009 (C) et 2014 (C) avec Colo-Colo
- Vainqueur de la Coupe du Chili en 1996 avec Colo-Colo